# 布廖内 (布雷西亚省)
布廖内（義大利語：Brione），是意大利布雷西亚省的一个市镇。总面积6.89平方公里，人口699人，人口密度101.5人/平方公里（2009年）。国家统计（ISTAT）代码为017030。